# Lotfi Amrouche
 (mars 2021).
Si vous disposez d'ouvrages ou d'articles de référence ou si vous connaissez des sites web de qualité traitant du thème abordé ici, merci de compléter l'article en donnant les références utiles à sa vérifiabilité et en les liant à la section « Notes et références ».
Lotfi Amrouche (en arabe : لطفي عمروش) est un ancien footballeur algérien né le 4 juin 1978 à Alger. Après sa carrière de joueur, il se reconvertit en entraîneur.

## Biographie

### Carrière de joueur
Lotfi Amrouche a commencé sa carrière de joueur des la rangs jeunes du MC Alger, avant d'aller à la JSM Chéraga ou il a passé presque 10 ans et il a fini sa carrière au sein du RC Kouba.

### Carrière d'entraîneur
Lotfi Amrouche a entraîné les clubs algérois dont, le MC Alger et le CR Belouizdad.

## Palmarès
MC Alger
- Coupe d'Algérie (1) :
  - Vainqueur : 2015-16.

 CR Belouizdad
- Coupe d'Algérie (1) :
  - Vainqueur : 2018-19.